# Allium ahmet-tirasii
Allium ahmet-tirasii — вид квіткових рослин підродини цибулевих (Allioideae), ендемік Туреччини (Південна Анатолія, район Аланія в провінції Анталія). За морфологічними ознаками належить до Allium subgen. Polyprason sect. Scorodon. Allium ahmet-tirasii не має близькоспоріднених видів. Він трохи нагадує A. sivasicum, за блідо-коричнево-оранжевою внутрішньою оболонкою та зеленувато-жовтою оцвітиною та A. opacum за розміром оцвітини та кольором. Однак його легко відрізнити як від A. sivasicum, так і від A. opacum за багатьма іншими морфологічними ознаками та місцем проживання. Характеризується 1–2 рівними цибулинками; обгортка одно- або іноді 2-стулкова, у другому випадку стулки односторонні; нитки рівні або трохи коротші за листочок оцвітини; стовпчик 1,5–2 мм завдовжки до запліднення коротший за оцвітину.